# Kraftwerk North Wall
Das Kraftwerk North Wall (englisch North Wall power station, irisch stáisiún cumhachta an Phoirt Thuaidh) ist ein geplantes Gasturbinenkraftwerk im Hafen der Stadt Dublin, County Dublin, Irland, das auf dem Gelände des bereits bestehenden älteren Kraftwerks errichtet werden soll. Das bereits bestehende Kraftwerk ist im Besitz des Electricity Supply Board (ESB) und wurde auch vom ESB betrieben. Die geplante installierte Leistung des neuen Kraftwerks wird mit 200 (bzw. 210) MW angegeben.

## Geschichte
Das Kraftwerk ging am 22. April 1947 mit einer Dampfturbine mit einer Leistung von 12,5 MW in Betrieb. Im Jahr 1953 wurden zwei weitere Dampfturbinen mit einer Leistung von jeweils 17 MW in Betrieb genommen. Die 12,5 MW Turbine wurde 1963 durch eine weitere 17 MW Turbine ersetzt. Alle diese Turbinen wurden mit Öl befeuert. Im Jahr 1982 wurden zwei neue Gasturbinen von General Electric installiert. An eine der Gasturbinen wurde ein Abhitzedampferzeuger angeschlossen, der die bereits bestehenden Dampfturbinen versorgte; Die installierte Leistung des Kraftwerks stieg dadurch von 51 auf 260 (bzw. 272) MW. Im Jahr 2012 wurden die Dampfturbinen stillgelegt.
Auf dem Gelände des Kraftwerks sollen sechs Gasturbinen des Typs LM2500 von General Electric mit einer Gesamtleistung von 200 (bzw. 210) MW installiert werden.

## Kraftwerksblöcke
Das Kraftwerk ist mit Stand November 2023 nicht in Betrieb. Die folgende Tabelle gibt einen Überblick:
| Block | GT/DT | Max. Leistung (MW) | Betriebsbeginn | Turbine | Generator | Dampfkessel | Status             |
| ----- | ----- | ------------------ | -------------- | ------- | --------- | ----------- | ------------------ |
|       | DT    | 12,5               | 1947           |         |           |             | 1963 ersetzt       |
| 1     | GT    | 107                | 1982           | Alstom  |           | CMI         | ?                  |
| 1     | DT    | 16                 | 1982           | BBC     |           |             | 2012 stillgelegt   |
| 1     | DT    | 16                 | 1982           | BBC     |           |             | 2012 stillgelegt   |
| 1     | DT    | 16                 | 1982           | BBC     |           |             | 2012 stillgelegt   |
| 2     | GT    | 107                | 1982           | Alstom  |           | CMI         | ?                  |
| 3     | GT    | 200                |                | GE      | GE        |             | geplant / in Bau ? |